# Rebecca Durrell
Pour les articles homonymes, voir Durrell.
Rebecca Durrell née Nixon le 25 août 1988 à Middlesbrough  dans le Yorkshire du Nord, est une coureuse cycliste professionnelle anglaise.

## Biographie
Rebecca Durrell qui a grandi à Saltburn-by-the-Sea dans le Nord-Est, a commencé la compétition à l'âge de 26 ans, à l'époque professeur de sport elle décide de persévérer dans le cyclisme après une balade à but caritative organisée pour l'association Alzheimer de Grande-bretagne.

## Palmarès sur route
- 2015
  - 3e de Ryedale GP
- 2016
  - Melton Mowbray
  - 2e de Lincoln GP
- 2017
  - 2e de Lincoln GP
- 2018
  - Lincoln GP
- 2019
  - Coupe de Grande-Bretagne
  - Championne amateur britannique sur route
  - Lincoln GP
  - Stockton GP
  - 1re étape du Tour of the Reservoir
  - 2e de Cicle Classic